# NexGen
NexGen war eine US-amerikanische Firma, die Mikroprozessoren herstellte. Sie wurde 1986 von einem Konsortium aus Compaq, Olivetti, der ASCII Corporation und der Harvard University gegründet und war eine fabless company, besaß also keine eigenen Fertigungsstätten. IBM übernahm die Fertigung der CPUs. Am 16. Januar 1996 wurde NexGen von AMD übernommen.

## Geschichte

### Nx586
Der NexGen Nx586 war für die damalige Zeit ein sehr fortschrittlicher Prozessor: RISC-Kern (RISC86), eigener 64-Bit-Bus und der integrierte Controller für den L2-Cache sorgten für eine hohe Performance – diese CPU war die erste Konkurrenz für Intels Pentium. Der Nx586 hatte aber auch einige Nachteile: Wegen des proprietären Systembusses und Sockels war man auf spezielle Hauptplatinen angewiesen. Diese gab es mit dem NxVL-Chipsatz für den VLB-Bus oder seltener mit NxPCI-Chipsatz für den PCI-Bus. Die Herstellung und Verfügbarkeit dieser Hauptplatinen war sehr schlecht. Auch das Fehlen einer FPU in den ersten Modellen wirkte sich negativ aus.

### Nx686
Der NexGen Nx686 war der Nachfolger des Nx586 und besaß einige Architektur-Verbesserungen wie Speculative execution und Out-of-Order-Execution, eine Technik, die bei Intel erst mit dem Pentium Pro eingeführt wurde. Auch wurde die CPU vollständig binärkompatibel zum Intel Pentium Pro gemacht. Erschienen ist er als Nx686 nie, jedoch später nach einem Redesign als AMD K6.

## Modelldaten

### NexGen Nx586
Codename: F86
- CPUID: Family 5, Model 0
- Vendor ID string: NexGenDriven
- Datenbus: 64 Bit
- Adressbus: 32 Bit

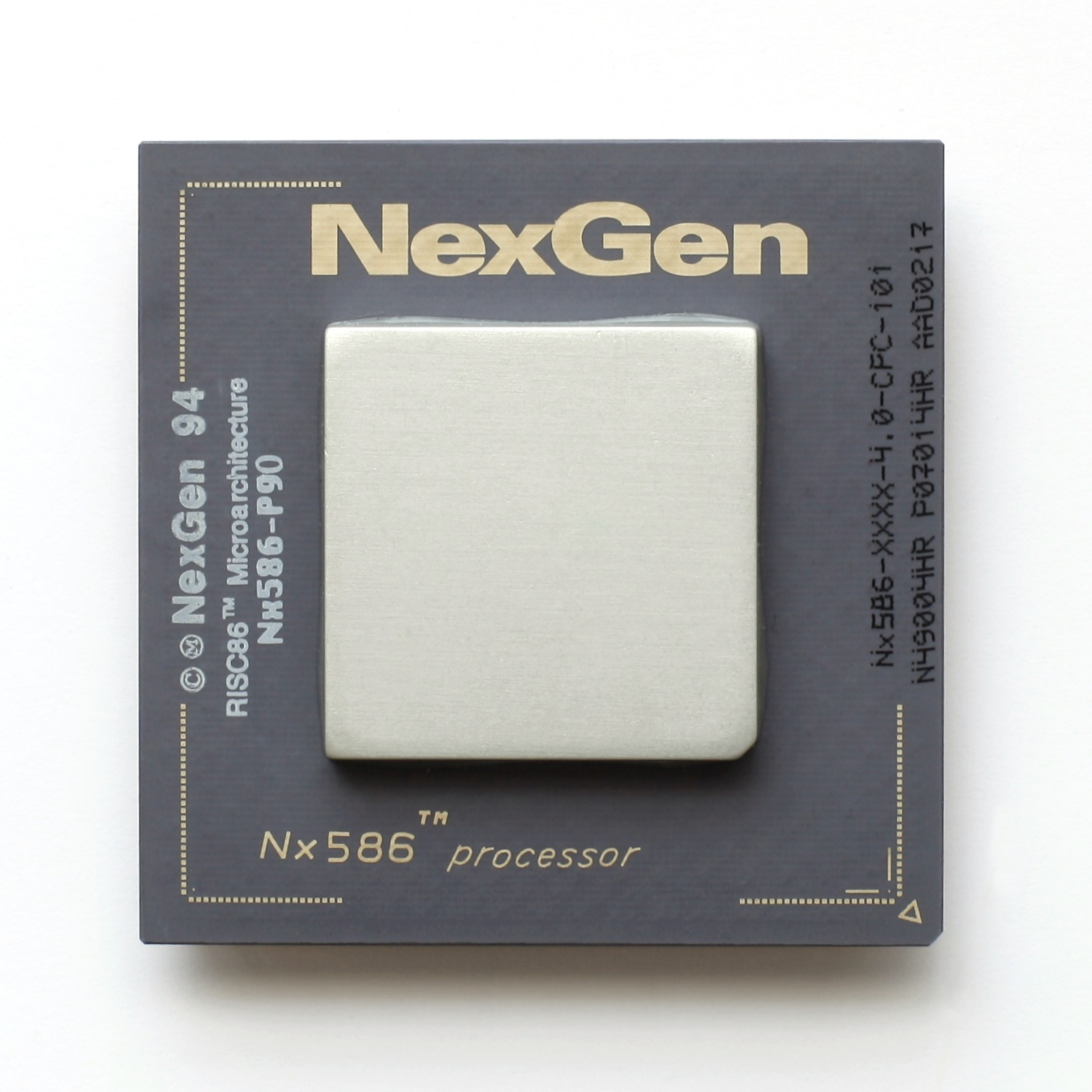
Ein NexGen-Nx586-Prozessor

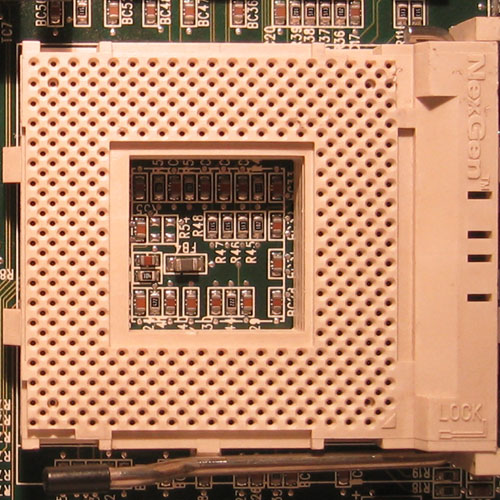
Nx586-Sockel

- L1-Cache: 16 + 16 KB (Daten + Instruktionen)
- L2-Cache-Controller in der CPU
- Besonderheiten: 
  - erste x86-CPU mit RISC-Kern
  - erste Modelle ohne FPU
  - erste CPUs mit den vorgesehenen Taktraten von 60 und 66 MHz kamen nie in den Verkauf
- Erscheinungsdatum: März 1994
- Fertigungstechnik: 0,50 µm (später 0,44 µm) bei IBM
- Die-Größe: 165 mm² (0,50 µm) bzw. 118 mm² (0,44 µm) bei 3,5 Millionen Transistoren
- Betriebsspannung: 4,0 V
- Taktraten: 70 MHz bis 111 MHz 
  - P75: 70 MHz, FSB: 35 MHz
  - P80: 75 MHz, FSB: 37,5 MHz
  - P90: 84 MHz, FSB: 42 MHz
  - P100: 93 MHz, FSB: 46,5 MHz
  - P110: 102 MHz, FSB: 51 MHz
  - P120: 111 MHz, FSB: 55,5 MHz
  - P133: 120(?) MHz, FSB: 60(?) MHz
- Gehäuse: PGA-463, Keramik

### NexGen Nx586-PF

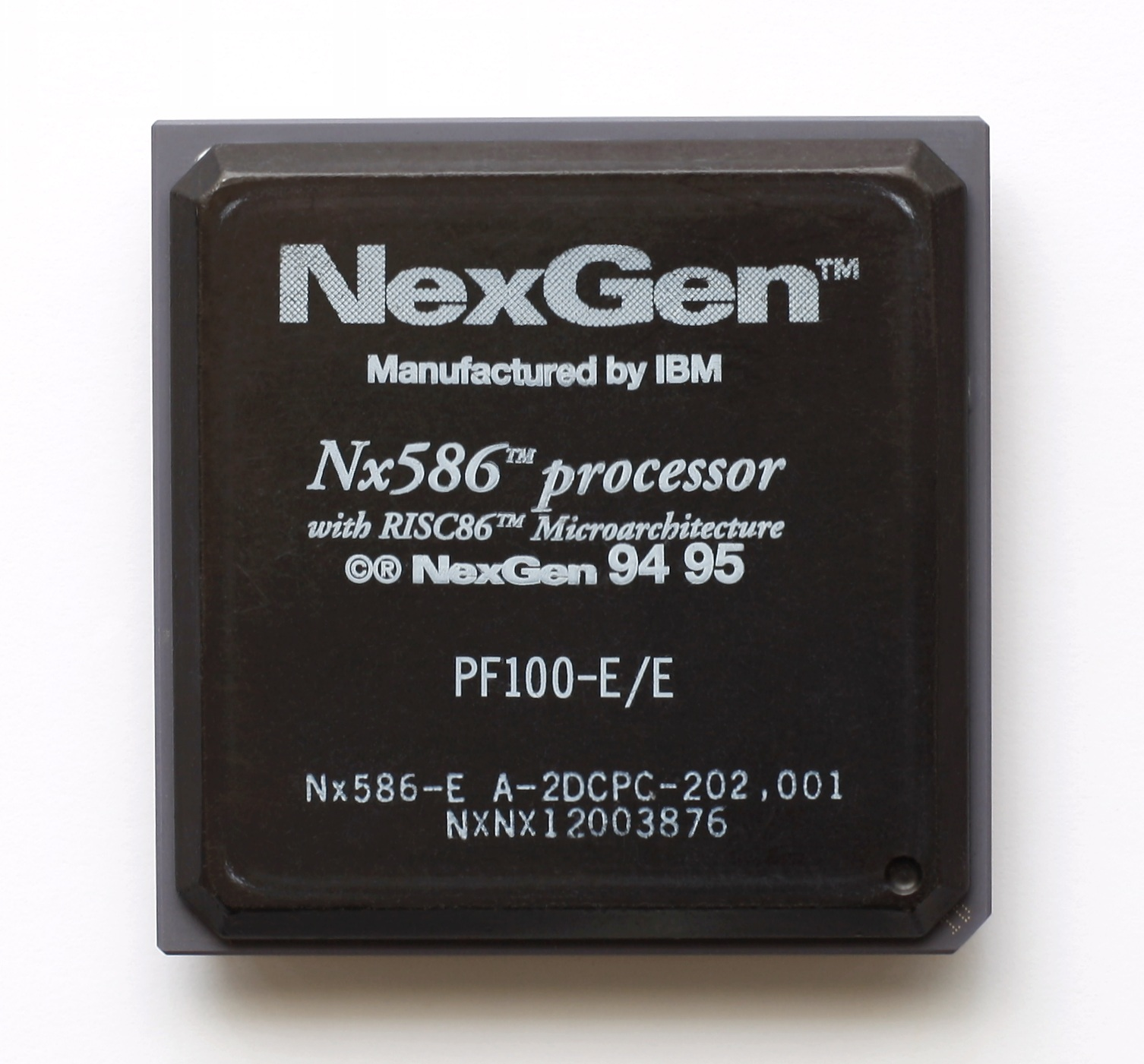
Ein NexGen Nx586PF-100.

Multi-Chip-Modul mit CPU Nx586 und FPU Nx587 in einem Keramik-PGA-Gehäuse (IBM Multi Chip Module, MCM).
- Einführung: 11.1995
- Die-Größe: 118 mm² (0,44 µm, CPU), 36 mm² (0,44 µm, FPU)
- Transistoranzahl: 4,2 Mio. inkl. FPU
- Taktraten: 
  - PF100, 93 MHz, FSB: 46,5 MHz
  - PF110, 102 MHz, FSB: 51 MHz
- Gehäuse: PGA-463, Keramik

### NexGen Nx587

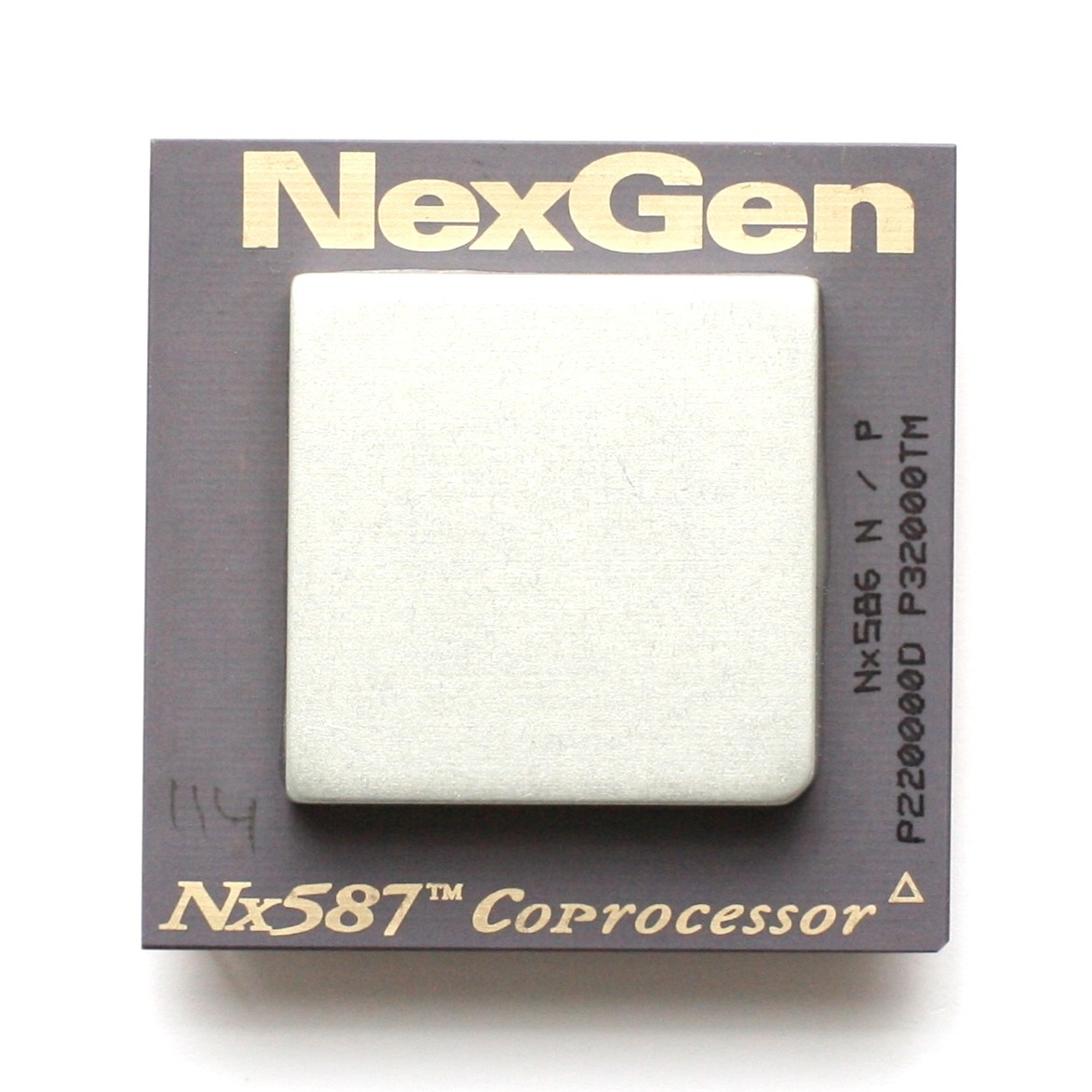
FPU Nx587 für Nx586.

Diese FPU für den Nx586 wurde als einzelner Baustein wegen Problemen nie offiziell eingeführt. 
VLB-Mainboards mit einem Nx587-Sockel gab es nur als Prototypen.
- Fertigungstechnik: 0,5 µm
- Transistoranzahl: 0,7 Mio.
- Die-Größe: ?? mm²
- Betriebsspannung: 4,0 V
- Taktrate: ?? MHz
- Gehäuse: Keramik PGA-143

### NexGen Nx686
Codename: HA
- Datenbus: 64 Bit
- Adressbus: 32 Bit
- L1-Cache: 32 + 16 KB (Daten + Instruktionen)
- L2-Cache-Controller in der CPU
- FPU: ja
- Besonderheiten:
- Erscheinungsdatum: nur als Muster am 10. Oktober 1995, später als AMD K6
- Fertigungstechnik: 0,44 µm (später war 0,35 µm vorgesehen) bei IBM
- Die-Größe: ca. 180 mm² (0,44 µm) bei 6,0 Millionen Transistoren
- Betriebsspannungen: Vcore: 2,5 V, I/O: 3,3 V
- FSB: 60 MHz
- Taktraten: 180 MHz
- Gehäuse: PGA-463, Keramik

## Software und der Nx586
Auf dem Nx586 lässt sich Windows 98, das mindestens eine 80486-CPU benötigt, nicht installieren, es meldet „kein 486-kompatibler Prozessor“. Linux funktioniert nur, wenn Kernel (vor Version 3.8) und Software für eine 80386-CPU kompiliert sind. In der Dokumentation zum Linux-Kernel ist der Nx586 unter den CPUs aufgelistet, für die der CPU-Typ '386' zu wählen ist (CONFIG_M386=y). Mit Kernel-Version 3.8 wurde der 386-Support im Kernel – und damit auch der Support für den Nx586 – entfernt.